# Степень истины
Степень истины означает степень, с которой утверждение истинно.
Например, в стандартной математике, утверждение нуль принадлежит множеству { 0 } имеет степень истины 1 (истина), в то время как утверждение единица принадлежит множеству { 0 } имеет степень истины 0 (ложь). В нечёткой логике, степень истины утверждения может быть любым вещественным числом между 0 и 1, включительно. Возможно построить нечёткое множество F, такое что утверждение нуль принадлежит F имеет степень истины 1/2.
Степень истины не стоит смешивать с вероятностью; некорректно говорить, что нуль имеет 50 % шансов быть в F и 50 % шансов не быть в F. Бросание монеты имеет 50 % шансов получить орла и 50 % шансов получить решку, но одна сторона обязательно появится; поэтому результат бросания монеты имеет степень истины 1, хотя это случайное событие. Также не стоит смешивать степень истины ни с неизвестностью, ни с изменением значения истины. Рассмотрим предложение 4 июля 1897 был солнечный день в Нью-Йорке. Даже если его значение истины не есть 1 (полностью безоблачный день) или 0 (полностью пасмурный день) это все ещё определенная истина; солнечность не изменяется с повторением наблюдений за этим днем.

## Применения
Степень истины часто имеет значение в моделях искусственного интеллекта, где агент имеет дела с нечёткими понятиями. Если реализации искусственного интеллекта, имитирующей синоптика, задать вопрос: Солнечно ли сейчас?, то такая реализация должна будет собрать множество нечётких данных, как то: информацию о состоянии облачного покрова, времени суток (даже вечерний полумрак при заходе солнца может послужить фактором при выборе положительного ответа), местоположении, сезоне и т. п., чтобы дать окончательный ответ.
Подобная математическая техника может также быть использована в моделях неопределенности для не-нечётких данных (таких как мысленное бросание монеты); это обычно называют степенью уверенности скорее, чем истины.